# Ventolin (EP)
«Ventolin» es una pieza de música electrónica compuesta por el músico Richard D. James. Se caracteriza por su sonido abrasivo. James grabó numerosas versiones de la pieza bajo su alias Aphex Twin.
La composición toma por título el nombre de la medicina Salbutamol, que es prescrita para el tratamiento del asma. Se ha descrito como efecto secundario de la misma el acúfeno[cita requerida], un zumbido agudo en los oídos. James utilizó este efecto en "Ventolin", incorporando un zumbido estridente durante todo el tema. La música también incorpora ritmos muy distorsionados de techno. El efecto resultante se ha descrito como "uno de los sencillos más ásperos jamás grabados".

## Lista de canciones

### Ventolin
1. "Ventolin" (Salbutamol Mix) – 5:46
2. "Ventolin" (Praze-An-Beeble Mix) – 3:21
3. "Ventolin" (Marazanvose Mix) – 2:10
4. "Ventolin" (Plain-An-Gwarry Mix) – 4:37
5. "Ventolin" (The Coppice Mix) – 4:35
6. "Ventolin" (Crowsmengegus Mix) – 5:52

### Ventolin Remixes
1. "Ventolin" (Wheeze Mix) – 7:07
2. "Ventolin" (Carharrack Mix) – 2:49
3. "Ventolin" (Probus Mix) – 4:14
4. "Ventolin" (Cylob Mix) – 5:02
  - Remezclado por Cylob
5. "Ventolin" (Deep Gong Mix) – 6:18
  - Remezclado por Luke Vibert
6. "Ventolin" (Asthma Beats Mix) – 1:39